# Michal Hlavatý
Michal Hlavatý (* 17. června 1998 Hořovice) je český profesionální fotbalista, který hraje na pozici středního záložníka za český klub FC Slovan Liberec. Je bývalým českým mládežnickým reprezentantem.

## Klubová kariéra
S fotbalem začínal v rodných Hořovicích, v sedmi letech už se ale stěhoval do AC Sparta Praha. Tam zůstal do roku 2009, kdy si ho vyhlédla Příbram. V klubu strávil sedm let, během kterých si zahrál i osmifinále Juniorské ligy mistrů. Právě tato úspěšná sezóna byla jeho poslední u Středočechů, svými výkony si totiž řekl o angažmá v FC Viktoria Plzeň.

### Viktoria Plzeň
Do Plzně přestoupil v roce 2016. Ve své první sezóně v klubu se do prvního týmu neprobojoval a tak volil cestu hostování.

#### Baník Sokolov a Pardubice (hostování)
Sezóny 2017/18 a 2018/19 strávil v FK Baník Sokolov, poté byl na sezóny 2019/20 zapůjčen do FK Pardubice. Sezóna na východu Čech se mu vyvedla náramně, když po dvou bezbrankových sezónách v Sokolově vstřelil v dresu Pardubic hned 14 druholigových gólů, čímž pomohl týmu k postupu do nejvyšší soutěže a sobě k ocenění pro nejlepšího hráče sezóny 2019/20. Na konci července 2020 bylo oznámeno, že stráví v Pardubicích i prvoligovou sezónu 2020/21. Svůj debut v nejvyšší soutěži si připsal 19. září 2020 na půdě FC Baník Ostrava ve 4. kole sezóny 2020/21. Odehrál 60 minut, prohře 0:3 ale zabránit nedokázal.

#### Mladá Boleslav (hostování)
Po debutové prvoligové sezóně s FK Pardubice, ve které vstřelil jednu branku, se v červenci 2021 vrátil do týmu FC Viktoria Plzeň, nicméně před sezónou 2021/22 odešel na další roční hostování, tentokráte do Mladé Boleslavi.

### Pardubice
V létě 2022 přestoupil na trvalo z Plzně do Pardubic. Opačným směrem putoval brazilský záložník Cadu.

### Liberec
V létě 2024 přestoupil z Pardubic do Liberce.

## Reprezentační kariéra
Během své kariéry už si zahrál za pět různých věkových kategorií České reprezentace. V letech 2013 a 2014 se šestkrát představil ve výběru do 16 let, za kategorii do 17 let však nenastoupil. Od té doby se ovšem představil ve všech výběrech. Naposledy reprezentoval v České reprezentaci do 21 let. Tam debutoval v listopadu 2019 během výhry 6:0 nad San Marinem. Na začátku září 2020 byl v nominaci na kvalifikační zápasy o Euro 2021 do 21 let, kvůli zranění ovšem na sraz nedorazil. V nominaci ho nahradil Michal Beran.